# .32-40 Winchester

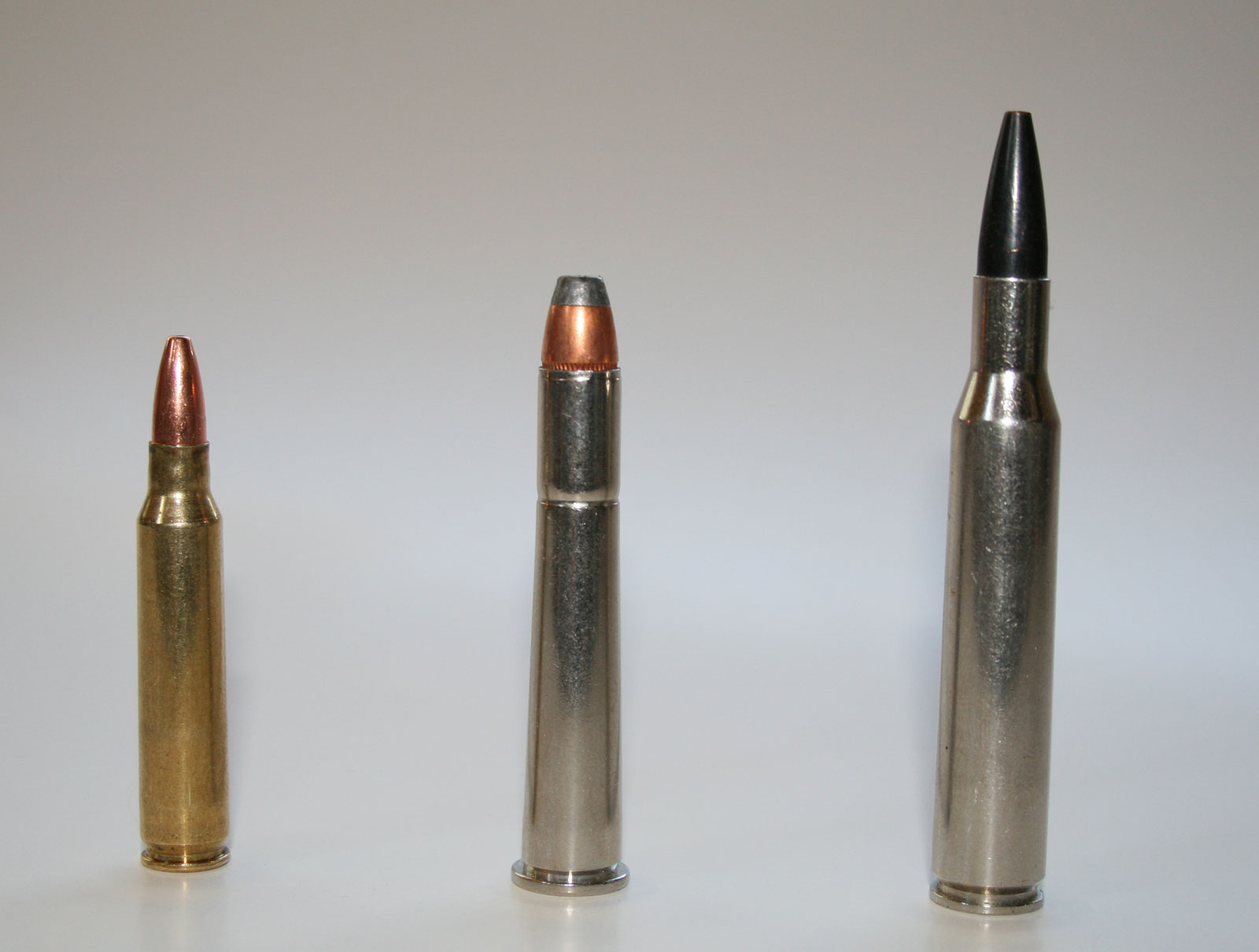
Imagen de cartuchos similares.

El .32-40 Ballard o .32-40 Winchester  es un cartucho estadounidense para rifle.

## Descripción
Introducido en 1884 como cartucho para pólvora negra a ser usado en los rifles Ballard logra una velocidad inicial 1440 pies/s (438,9 m/s) El .32-40 Ballard también fue disponible en rifles de palanca Winchester y Marlin a partir de 1886.  Tanto el Winchester .32–40 como el Winchester .38-55 tenían recámaras para el Winchester modelo 1894 cuando se presentó al público en 1894.  Dejó de ser una fábrica hacia 1940. 
Puede ser usado para la cazar tanto alimañas como depredadores, coyotes y lobos. 